# 不死身のカシチェイ

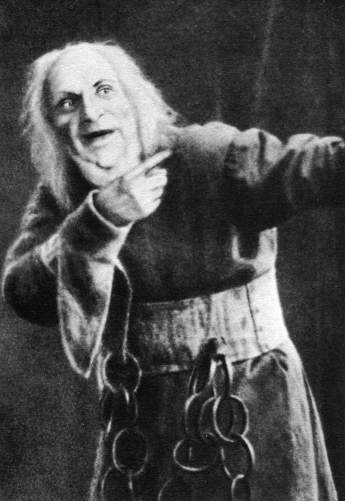
カシチェイを演ずるイワン・エルショフ（1918年）

『不死身のカシチェイ』（ふじみのカシチェイ、ロシア語: Кащей Бессмертный）は、ニコライ・リムスキー＝コルサコフが1901年から1902年にかけて作曲した1幕3場からなるロシア語のオペラ。『秋のおとぎ話』(осенная сказочка)という副題を持つ。
イーゴリ・ストラヴィンスキー『火の鳥』と同じ民話にもとづいている。
比較的小規模な作品で、3場から構成されるが、音楽的には連続している。演奏時間は1時間15分。

## 概要
ロシアの民話をもとにしているが、カシチェイの死が娘のカシチェエヴナの涙に封じられているというのはエヴゲニー・ペトロフスキー(Е. М. Петровский)の創案である。最終的なリブレットはリムスキー＝コルサコフ本人によって書かれた。
心の冷たい娘が愛を知って消えることと季節の変化が結びつけられている点は『雪娘』と共通する。
音楽的にはリヒャルト・ワーグナーの影響が強く、リムスキー＝コルサコフの作品としてはもっとも半音階的な音楽になっている。人工的に作られた全音音階、八音音階などを多用し、調性はあいまいである。特に第1場の終わりのグースリと吹雪の音楽は減七の和音の連続、三全音、八音音階を使いながら旋律は民謡的という特殊な音楽になっている。
1902年12月12日（グレゴリオ暦では12月25日）にモスクワのソロドヴニコフ劇場(Театр Солодовникова)で、サーヴァ・マモントフの私設歌劇団によって初演された。ミハイル・イッポリトフ＝イワノフが指揮した。
初演以来、本作品は専制政治への批判を表明した作品と解釈されてきた。1905年1月の血の日曜日事件以降の学生運動と関連して、3月19日にリムスキー＝コルサコフは音楽院教授を免職になるが、学生たちはかえってリムスキー＝コルサコフを「殉教者」として支持し、3月27日には学生による記念コンサートが開かれた。そこで『不死身のカシチェイ』が上演された。

## 楽器編成
- フルート2、ピッコロ、オーボエ2（2番はコーラングレ持ちかえ）、クラリネット2（2番はバスクラリネット持ちかえ）、ファゴット2、ホルン4、トランペット2、トロンボーン3、チューバ、ティンパニ、ハープ、弦5部。

## 登場人物
- カシチェイ（テノール）- 邪悪な魔法使い。
- 王女（「ツァレヴナ」、ソプラノ）
- 嵐の勇士（「ブーリャ・ボガトィーリ」、バス）
- カシチェエヴナ（メゾソプラノ） - カシチェイの娘。
- イワン王子（バリトン）- 王女の婚約者。

舞台の外で混声四部合唱が歌う。

## あらすじ

### 第1場
秋、カシチェイの呪われた王国で、王女は捕われの身を嘆く。王女をなだめるため、カシチェイは世界のすべての出来事や未来が見られる鏡を見せる。しかし鏡にはカシチェイの死が写される。
不安になったカシチェイは嵐の勇士に命じて、自分の死を保管している南国の娘のもとへ、ちゃんと保管されているか調べに行かせる。娘のカシチェエヴナは冷酷な性格で涙を流さないため、カシチェイは娘の涙に自分の死を封じたのだった。王女も王子への伝言を嵐の勇士に托す。カシチェイの魔法でグースリがひとりでに鳴り、外は吹雪になる。

### 第2場
夜、カシチェエヴナの魔法の庭にイワン王子はやってくる。カシチェエヴナは王子に魔法の薬を入れた酒を飲ませ、王子はカシチェエヴナのとりこになる。カシチェエヴナは眠る王子を殺そうとするが、ためらう。
そこへ嵐の勇士がやってきて王女の様子を話すので、王子は正気を取りもどす。嵐の勇士と王子は魔法の絨毯に乗って王女のもとへ向かう。

### 第3場
眠るカシチェイに王女が子守唄を歌っているところへ、嵐の勇士と王子が到着する。王子と王女は再会を喜び、ともに逃げようとするが、追いかけてきたカシチェエヴナが立ち塞がる。カシチェエヴナは王女は解放するから王子に自分と一緒になってほしいと懇願するが、王子と王女は拒絶する。カシチェイは物音をききつけて目をさます。
王子への愛に苦しむカシチェエヴナに王女が同情して抱きしめると、カシチェエヴナは涙を流し、「自分は永遠に王子を思って涙を流しつづけるだろう」と言ってシダレヤナギに変わる。カシチェイは死に、呪われた王国は終わりを告げる。人々は春の到来と自由をたたえる。

## 録音
メロディア録音はサイト「ソビエト連邦のレコード・カタログ」の検索結果による。
| 録音年 | 指揮者 管弦楽団・合唱団                                                                        | 配役 カシチェイ 王女 嵐の勇士 カシチェエヴナ イワン王子                                                                                              | レーベル        | 備考              |
| ------ | ---------------------------------------------------------------------------------------------- | --- | --------------- | ----------------- |
| 1948   | サムイル・サモスード指揮 モスクワ放送交響楽団 モスクワ放送合唱団                               | パーヴェル・ポントリャーギン ヴァルヴァラ・グラードヴァ コンスタンティン・ポリャーエフ アントニーナ・クレシチェヴァ パーヴェル・リシツィアン         | メロディア      | 1948年5月24日録音 |
| 1949   | サムイル・サモスード指揮 モスクワ放送交響楽団 モスクワ放送合唱団                               | パーヴェル・ポントリャーギン ナターリヤ・ロジェストヴェンスカヤ コンスタンティン・ポリャーエフ リュドミラ・レゴスターエヴァ パーヴェル・リシツィアン | メロディア      | 1949年5月12日録音 |
| 1991   | アンドレイ・チスチャコフ指揮 ボリショイ劇場管弦楽団 ユルロフ記念アカデミー・ロシア共和国合唱団 | アレクサンドル・アルヒーポフ イリーナ・ジューリナ ウラディスラフ・ヴェレストニコフ ニーナ・テレンティエヴァ ウラディーミル・マトーリン               | SAISON RUSSE    |                   |
| 1995   | ヴァレリー・ゲルギエフ指揮 マリインスキー劇場管弦楽団、合唱団                                  | コンスタンティン・プルージニコフ マリーナ・シャグチ アレクサンドル・モロゾフ ラリッサ・ジャチコヴァ アレクサンドル・ゲルガロフ                       | Philips Records |                   |